# Pedret i Marzà
Pedret i Marzà, també anomenat Pedret, Marzà i la Serra, és un municipi de la comarca de l'Alt Empordà, amb capital a Marzà. Des de 2023, l'alcaldessa és Xènia Ijsselstein Berta.
Aquest municipi va restar unit al de Vilanova de la Muga del 20-VI-1846 al 23-X-1933.

## Geografia
- Llista de topònims de Pedret i Marzà (Orografia: muntanyes, serres, collades, indrets..; hidrografia: rius, fonts...; edificis: cases, masies, esglésies, etc).

| Entitat de població | Habitants (2023) |
| Marzà               | 171              |
| Pedret              | 11               |
| Font: Idescat       |                  |

Els dos nuclis que formen Pedret i Marzà estan separats entre si per 1 quilòmetre de distància, Pedret està més dispersat, mentre Marzà té un conjunt de cases al voltant d'una plaça, amb restes del que va ser fortalesa medieval.
Està regat per la riera de Pedret, afluent de la Muga.
La ramaderia, especialment la porcina és la base de la seva economia juntament amb el cultiu de secà.

## Monuments d'interès
- Restes del Castell de Marzà.
- Muralles i torre de guaita.
- Església de Sant Esteve, romànica del segle xii.
- Església parroquial de Sant Isidre i Sant Antoni. De construcció recent fou beneïda l'any 1968.
- Les masies de Mas Sala i de Can Serra.

## Demografia
| 1497 f | 1515 f | 1553 f | 1717 | 1787 | 1857 | 1877 | 1887 | 1900 | 1910 |
| ------ | ------ | ------ | ---- | ---- | ---- | ---- | ---- | ---- | ---- |
| 19     | -      | 17     | 108  | 121  | -    | -    | -    | -    | -    |

| 1920 | 1930 | 1940 | 1950 | 1960 | 1970 | 1981 | 1990 | 1992 | 1994 |
| ---- | ---- | ---- | ---- | ---- | ---- | ---- | ---- | ---- | ---- |
| -    | -    | 168  | 169  | 155  | 145  | 142  | 129  | 130  | 130  |

| 1996 | 1998 | 2000 | 2002 | 2004 | 2006 | 2008 | 2010 | 2012 | 2014 |
| ---- | ---- | ---- | ---- | ---- | ---- | ---- | ---- | ---- | ---- |
| 112  | 114  | 127  | 141  | 144  | 154  | 163  | 173  | 184  | 189  |

| 2016 | 2018 | 2020 | 2022 | 2024 | 2026 | 2028 | 2030 | 2032 | 2034 |
| ---- | ---- | ---- | ---- | ---- | ---- | ---- | ---- | ---- | ---- |
| 180  | 195  | 191  | 181  | 188  | -    | -    | -    | -    | -    |

El primer cens és del 1936 amb 185 habitants, després de la desagregació de l'antic municipi de Vilanova de la Muga, avui incorporat a Peralada.